# Вербове (Голованівський район)
Вербо́ве — село в Голованівській громаді Голованівського району Кіровоградської області України. Населення становить 596 осіб.

## Населення
Згідно з переписом УРСР 1989 року чисельність наявного населення села становила 630 осіб, з яких 261 чоловік та 369 жінок.
За переписом населення України 2001 року в селі мешкало 595 осіб.

### Мова
Розподіл населення за рідною мовою за даними перепису 2001 року:
| Мова       | Відсоток |
| ---------- | -------- |
| українська | 99,50 %  |
| російська  | 0,50 %   |